# SN2 reakce
SN2 reakce je druh organické reakce, kde SN označuje nukleofilní substituci a číslo 2 naznačuje, že jde o bimolekulární reakci. Při této reakci dochází k zániku jedné vazby a vzniku jiné v jediném reakčním kroku. Jedná se o protějšek SN1 reakce.
V anorganické chemii se obdobný mechanismus nazývá asociační substituce.

## Mechanismus

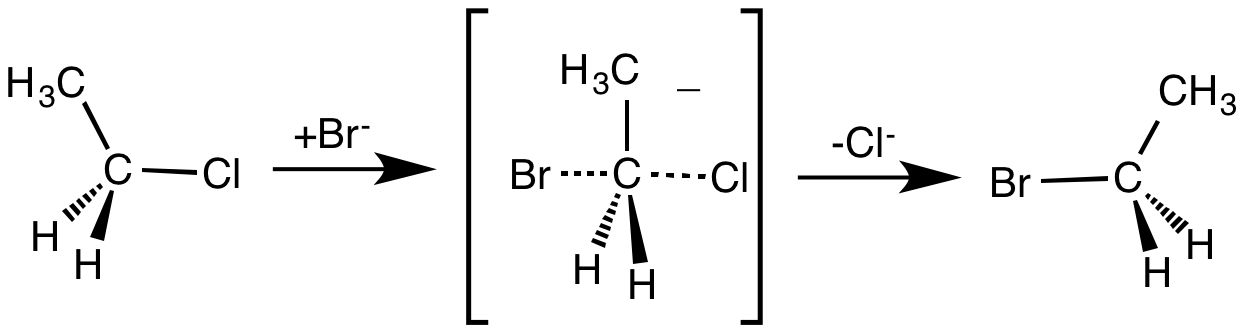
S_{N}2 reakce chlorethanu s bromidovým aniontem

SN2 reakce nejčastěji probíhají na alifatických sp3 hybridizovaných uhlíkových centrech, na která je navázaná stálá elektronegativní skupina (v obecných vzorcích označovaná X), kterou obvykle bývá atom halogenu. Zánik vazby C–X a vznik nové vazby (označované C-Y nebo C-Nu) probíhají současně přes přechodný stav, ve kterém je uhlík, na němž dochází k nukleofilnímu ataku, pentakoordinovaný a sp3 hybridizovaný. Nukleofil atakuje uhlík pod úhlem 180 ° vzhledem k odcházející skupině, protože tak dochází k nejlepšímu možnému překryvu orbitalů volného elektronového páru nukleofilu a protivazebného orbitalu σ* vazby C-X. Následně se odcházející skupina na druhé straně odštěpí a inverzí čtyřstěnné geometrie centrálního atomu vznikne produkt.
Pokud je použitý substrát chirální, tak se často přemění na opačný stereoizomer; tento jev se nazývá Waldenova inverze.
Příkladem SN2 reakce může být reakce bromidového iontu (Br−) s chlorethanem (který je zde elektrofilem), zatímco odcházející skupinou je chloridový anion.
K SN2 ataku může dojít pouze tehdy, když není přístup nukleofilu ze zadní strany blokován substituenty substrátu. Pokud k takovémuto blokování dochází, například je-li příslušný uhlík terciární, tak probíhá SN1 reakce (ta rovněž bude převládat, pokud bude karbokationtový meziprodukt dostatečně stabilní).

## Vliv různých faktorů na rychlost reakce
Na rychlost SN2 reakcí mají vliv čtyři faktory.

### Substrát
Největší vliv na rychlost SN2 reakce má substrát, což je způsobeno tím, že nukleofilní atak probíhá ze zadní strany nukleofilu, čímž dohází k zániku vazby mezi uhlíkem a odcházející skupinou a vzniku vazby uhlík-nukleofil, aby bylo dosaženo co možná největší rychlosti reakce, tak by tedy substrát měl vytvářet co nejslabší sterické efekty. Z těchto důvodů methylové a primární substráty reagují nejrychleji, sekundární pomaleji a terciární nereagují. Molekuly, které mohou vytvářet při samotném odštěpení odcházející skupiny velmi stabilní, například rezonančně stabilizované, kationty, reagují více SN1 mechanismem než SN2.

### Nukleofil
Podobně jako u substrátu je i síla nukleofilu ovlivňována sterickými jevy. Methoxidový anion je silnou zásadou i silným nukleofilem, protože methylová skupina nevytváří téměř žádné sterické efekty. Naproti tomu terc-butylová skupina, například v molekule terc-butoxidu draselného, je silně zásaditá, ale kvůli výraznému sterickému působení se jedná pouze o slabý nukleofil, protože tři methylové skupiny jí znesnadňují přístup k uhlíkovému atomu. Sílu nukleofilu také ovlivňuje náboj molekuly a elektronegativita; v protických rozpouštědlech OH− je lepší nukleofil než voda a I− je lepším nukleofilem než Br−. V aprotických rozpouštědlech nukleofilicita roste s protonovým číslem, protože zde nedochází k tvorbě vodíkových vazeb mezi rozpouštědlem a nukleofilem a nukleofilicita je tak větší u zásaditějších látek. Díky tomu je v aprotických rozpouštědlech I− silnějším nukleofilem než Br−.

### Rozpouštědlo
Rozpouštědlo ovlivňuje rychlost SN2 reakce, protože jeho molekuly mohou obklopovat molekuly nukleofilu a tím mu bránit v přístupu k substrátu. Aprotická polární rozpouštědla, jako je tetrahydrofuran, jsou vhodnější než protická, jelikož molekuly protických rozpouštědel vytvářejí vodíkové vazby s molekulami nukleofilu a zabraňují jim tak v reakci se substrátem. Aprotické rozpouštědlo s nízkou permitivitou nebo dipólovým koncem vyvolávajícím silné sterické efekty tedy bude způsobovat převládající SN2 mechanismus. K takovým rozpouštědlům patří mimo jiné dimethylsulfoxid, dimethylformamid a aceton.

### Odcházející skupina
Na rychlost SN2 reakcí mají také vliv stabilita aniontové podoby odcházející skupiny a energie její vazby na uhlík. Čím stabilnější je konjugovaná zásada této skupiny, tím pravděpodobněji přijme dva elektrony účastnící se její vazby s atomem uhlíku. Má-li tedy jedna odcházející skupina oproti jiné slabší konjugovanou zásadu, a tedy silnější konjugovanou kyselinu, tak je lepší odcházející skupinou. Dobrými odcházejícími skupinami jsou halogenidy (kromě fluoridů, kvůli silné vazbě mezi atomy fluoru a uhlíku) a tosyláty, zatímco HO− a H2N− jsou špatnými odcházejícími skupinami.

## Kinetika
SN2 reakce jsou reakcemi druhého řádu, protože rychlost průběhu kroku určujícího rychlost reakce závisí na koncentraci nukleofilu ([Nu−]) i koncentraci substrátu ([RX]).
r = k[RX][Nu−]
V SN1 reakcích dochází k nukĺeofilnímu ataku až po kroku určujícím rychlost, zatímco v SN2 reakcích dochází k odštěpení nukleofilní skupiny při něm. Rychlost SN1 reakce tak závisí pouze na koncentraci substrátu, zatímco rychlost SN2 reakce je také závislá na koncentraci nukleofilu
Bylo zjištěno, že v několika málo (předvídatelných) případech probíhají reakce primárních a sekundárních substrátů výhradně SN2 mechanismem, zatímco terciární substráty reagují SN1 mechanismem. Určení mechanismu nukleofilní substituce na sekundárním uhlíku komplikují tyto dva vlivy:
1. Mnoho reakcí bylo zkoumáno za použití nukleofilního rozpouštědla (například alkoholu). Takové reakce jsou mechanisticky druhého řádu, ovšem z kinetického hlediska prvního řádu, protože koncentrace nukleofilu, zde tedy rozpouštědla, je v průběhu reakce prakticky konstantní. Takovéto reakce se často označují jako reakce pseudoprvního řádu.
2. V případech, kdy je odcházející skupina také dobrým nukleofilem (například bromid) může reagovat SN2 mechanismem se substrátem. Je-li substrát chirální, tak dochází před solvolýzou k obrácení chirality substrátu, což vede k tvorbě racemického produktu, jaký by se dal očekávat u SN1 reakce. Bromidová odcházející skupina v alkoholovém rozpouštědle potom má rychlostní konstantu 100krát až 250krát vyšší než ethanol.[4] Poté, co projde několik málo procent enantiospecifického substrátu solvolýzou, se tak produkt stává racemickým.

Reakce bromidu (nebo jiného dobrého nukleofilu) způsobovaly obtíže v porozumění alkylovým nukleofilním substitucím na sekundárních substrátech po více než 80 let. Výzkum reakcí 2-adamantylových systémů (kde SN2 mechanismus nemůže probíhat) týmem, který vedl Paul von Ragué Schleyer, použití azidů (což jsou velmi dobré nukleofily, ale špatné odcházející skupiny) Weinerem a Sneenem,, vývoj sulfonátových odcházejících skupin (nenukleofilní dobré odcházející skupiny) a vznik významných problémů při pokusech o SN1 mechanismus u solvolýzy opticky aktivních derivátů 2-bromoktanu vedlo ke zjištění, že sekundární substráty téměř vždy reagují SN2 mechanismem.

## E2 vedlejší reakce
Obvyklou vedlejší reakcí u bimolekulárních nukleofilních substitucí je bimolekulární eliminace (E2 reakce), kdy se anion chová spíše jako zásada než jako nukleofil, odštěpuje proton a vytváří alken. Tato reakce převládá u nukleofilů s výraznými sterickými efekty a často také při vyšších teplotách kvůli nárůstu entropie. Tento jev lze ukázat na reakci sulfonátu s alkylbromidem v plynné fázi uvnitř hmotnostního spektrometru:
Při použití bromethanu vzniká převážně produkt substituce. S růstem intenzity sterických efektů se postupně zvyšuje podíl eliminační reakce, která například u isobutylbromidu již převládá. Výsledek je také ovlivňován zásaditostí substrátu. S méně zásaditým benzoátovým substrátem reaguje isobutylbromid z 55 % substitucí. Obecně platí, že takovéto reakce v plynné fázi a v roztocích probíhají podobně, i když v prvním případě je vyloučen vliv rozpouštědla.